# Nāmdār-Gouchnasp
Nāmdār-Gouchnasp est un seigneur perse qui fut marzban d’Arménie de 616 à 619, nommé par Khosro II et mentionné par l'historien Sébéos,.

« À la place de Chahrayenpet vint [comme marzpan] dans la ville capitale de Dwin Parseanpet Parchenazdat ; puis Namgarun Chonazp ; puis Chahraplakan, qui livra une bataille en Perse et fut victorieux ; puis Tchrotch Vehan, qui poursuivit l’empereur Héraclius en Arménie jusque dans l’Asorestan, jusqu’au jour où il tomba, lui et toute son armée, dans une grande bataille livrée à Ninive. »

— Sébéos, Histoire d'Héraclius, chapitre 24.